# Чемпионат Азербайджана по борьбе 2007
Чемпионат Азербайджана по борьбе 2007 года проходил в Баку с 6 по 9 января. Соревнования среди мужчин проходили по вольной и греко-римской борьбе во Дворце спорта. Всего разыгрывалось 14 комплектов медалей.

## Медалисты

### Вольная борьба
| Категория | Золото           | Серебро | Бронза |
| --------- | ---------------- | ------- | ------ |
| до 55 кг  | Эльшан Мирзоев   |         |        |
| до 60 кг  | Намик Севдимов   |         |        |
| до 66 кг  | Эмин Азизов      |         |        |
| до 74 кг  | Эльнур Асланов   |         |        |
| до 84 кг  | Гаджи Амирджанов |         |        |
| до 96 кг  | Вугар Гурбанов   |         |        |
| до 120 кг | Хизир Дургаев    |         |        |

### Греко-римская борьба
| Категория | Золото                        | Серебро                   | Бронза                      |
| --------- | ----------------------------- | ------------------------- | --------------------------- |
| до 55 кг  | Джахид Наджафов Сумгаит       | Джавид Абдуллаев «Нефтчи» |                             |
| до 60 кг  | Фуад Алиев «Хазар-Лянкяран»   | Закир Абдуллаев           | Турал Гехраманов Мингечевир |
| до 66 кг  | Виталий Рагимов «Нефтчи»      | Рустам Алиев «Динамо»     |                             |
| до 74 кг  | Эльбрус Мамедов ЦСКА          | Эльвин Мурсалиев «Нефтчи» |                             |
| до 84 кг  | Фариз Агасиев Гусарский район | Джавидан Гасанов «Тахсил» |                             |
| до 96 кг  | Джалал Бахадуров «Нефтчи»     | Айдын Сафаров ЦСКА        |                             |
| до 120 кг | Араз Джафаров «Интер»         | Эльман Парламов «Динамо»  |                             |